# Pitthea perspicua
Pitthea perspicua là một loài bướm đêm trong họ Geometridae.